# Sarah Desjardins
Sarah Desjardins, född den 15 juli 1994 i Vancouver, Kanada, är en kanadensisk skådespelare.
Desjardins har bland annat medverkat i TV-serierna Impulse 2018–2019, Riverdale 2019–2021, Yellowjackets 2021–2023 och The Night Agent från 2023.

## Filmografi (i urval)
- 2018–2019: Impulse
- 2019–2021: Riverdale
- 2021–2023:Yellowjackets
- 2023– The Night Agent